# 走査型プローブ顕微鏡
走査型プローブ顕微鏡 (そうさがたプローブけんびきょう、Scanning Probe Microscope; SPM) は、プローブを用いた顕微鏡観察手法の総称である。先端を尖らせた探針を用いて、物質の表面をなぞるように動かして表面状態を拡大観察する。実際の例としては、表面を観察する際、微少な電流(トンネル電流)を利用する走査型トンネル顕微鏡(STM)、原子間力を利用する原子間力顕微鏡(AFM)をはじめ、数多くの種類がある。

## 特徴
基本的な構成は、測定対象を固定し移動させる試料ステージと、試料表面に近づけ局所的な相互作用を検出する探針、そしてこれらを制御するコントローラからなる。これに加えて、試料に電場や磁場を印加したり光を照射、または冷却・加熱により試料温度を変化させる機構、真空用のチャンバー・ポンプなどが目的に応じて付設される。
光の波長に依存する光学顕微鏡に比べて空間分解能が非常に高く、超高真空中では、AFMやSTMは原子以下のレベルの表面凹凸を観察できる。また、大気中での測定を目的としたものは電子顕微鏡などに比べて装置が特に小型で、机上に設置できるものもある。実際の場面では、簡便に測定できて安価な、超高真空を必要としない装置も広く用いられており、表面形状のみの測定にはAFMが使われる事が多い。
試料ステージにはnmレベルでステップを制御できるピエゾステージが主に用いられており、この場合の試料の測定可能領域は数十µm以下、高さは10µm以下である。モータステージなどを組み合わせ4インチウェーハ内の数十µm領域を測定できる装置もある。

## 歴史
最初の走査型プローブ顕微鏡は、IBMでゲルト・ビーニッヒ（Gerd Binnig）により開発されたSTMとされる。しかしSTMはトンネル電流を利用するため、絶縁体の観察を行うことが出来ない。そのため、同じくビーニッヒにより原子間力を利用するAFMが開発され（1986年）、測定対象が広がった。また、これらをベースに表面形状だけでなく、様々な局所的な表面物性を評価するSPMが開発された。
現在では、AFMは磁気ディスクの表面粗さ測定、DVDのスタンパーなど0.1µm前後の凹凸を測定する用途には不可欠な測定機器となっている。また、絶縁性の試料や水分を含んだ生体試料などの評価にも用いられる。

## SPMの種類
AFM、STM以外のSPMとして以下のようなものがある。
1. 磁気的な局所物性評価SPM
走査型磁気力顕微鏡（MFM）[1]強磁性探針と試料間の磁気力から磁区構造を評価する。
走査型SQUID顕微鏡超伝導量子干渉計（SQUID）をプローブとし、試料表面の磁束を評価する。
走査型ホール素子顕微鏡（SHPM）ホール素子をプローブとし、試料表面の磁場を検出する。
2. 電気な局所物性評価SPM
走査型ケルビンプローブフォース顕微鏡（KPFM）[1]電圧を印加して表面電位を評価する。
走査型マクスウェル応力顕微鏡（SMM）プローブに交流電圧を印加し、表面電位を評価する。
静電気力顕微鏡パルス電圧を印加し、静電気力を評価する。
走査型圧電応答顕微鏡（PFM）試料に交番電界を印加した時の微小な変形から圧電特性を評価する。
走査型非線形誘電率顕微鏡（SNDM）プローブに共振回路を接続し、試料に交番電界を印加した時の共振周波数の変化から非線形誘電率を評価する。
3. 光学的な局所物性評価SPM
走査型近接場光顕微鏡（SNOM）プローブ先端から近接場光を印加して複素透過率を評価する。